# Izzy D'Aquila
Isabella "Izzy" Louise D'Aquila, född den 8 september 2001, är en amerikansk fotbollsspelare.

## Biografi
Izzy D'Aquila inledde sin seniorkarriär i Portland Thorns år 2023, efter att ha spelat collegefotboll för Santa Clara Broncos. 2025 kontrakterades hon av Malmö FF. Hon har även representerat det amerikanska damlandslaget på olika ungdomsnivåer.